# عباسعلی کندی
عباسعلی کندی یک روستا در ایران است که در دهستان صلوات واقع شده‌است. عباسعلی کندی ۳۲ نفر جمعیت دارد.